# Stephanotheca monoecensis
Stephanotheca monoecensis is een mosdiertjessoort uit de familie van de Lanceoporidae. De wetenschappelijke naam van de soort is voor het eerst geldig gepubliceerd in 1927 door Calvet.